# Pirimidindiona
Les pirimidindiones són una classe de compostos químics caracteritzats per un anell de pirimidines substituït per dos grups carbonil.
Alguns exemples inclouen metabòlits naturals:

Pirimidina

Primidona

| Nom vulgar | Nom IUPAC                              | Estructura | Ruta                      |
| ---------- | -------------------------------------- | ---------- | ------------------------- |
| Uracil     | Pyrimidina-2,4(1H,3H)-diona            |            | Biosíntesi de pirimidina  |
| Timina     | 5-Metilpirimidina-2,4(1H,3H)-diona     |            | Biosíntesi de pirimidina  |
|            | 5,6-Diaminopirimidina-2,4(1H,3H)-diona |            | Biosíntesi de riboflavina |

Fàrmacs:
- Fluorouracil
- Idoxuridina
- Primidona
- Trifluridina

i pesticides:
- Bromacil
- Saflufenacil